# Франк Мартен
Франк Мартен (фр. Frank Martin; 15 вересня 1890, О-Вів, нині Женева — 21 листопада 1974, Наарден, Нідерланди) — швейцарський композитор. Один з перших композиторів Швейцарії, що отримав широке визнання за межами країни.